# Gouvernement Conte I
Pour les articles homonymes, voir gouvernement Conte.
République italienne
Gentiloni Conte II
Le gouvernement Conte I (en italien : Governo Conte I) est le gouvernement de la République italienne du 1er juin 2018 au 5 septembre 2019, durant la XVIIIe législature du Parlement.

## Historique

### Coalition
Dirigé par le nouveau président du Conseil des ministres indépendant Giuseppe Conte, ce gouvernement est constitué et soutenu par une alliance politique inédite, dite « antisystème » ou « jaune-verte », et ou « governo del cambiamento » (gouvernement du changement selon le programme commun adopté par les deux partis), entre le Mouvement 5 étoiles (M5S) et la Ligue (Lega). Ensemble, ils disposent de 353 députés sur 630, soit 56 % des sièges de la Chambre des députés, et 170 sénateurs sur 320, soit 53 % des sièges du Sénat de la République.
Il est formé à la suite des élections générales du 4 mars 2018 et succède au gouvernement du président du Conseil Paolo Gentiloni, constitué et soutenu par une coalition entre le Parti démocrate (PD), l'Alternative populaire (AP) et les Centristes pour l'Europe (CpE).

### Formation
Le mandataire présidentiel Giuseppe Conte présente sa liste de ministres le 31 mai 2018 au président de la République, Sergio Mattarella. Le cabinet est investi le lendemain, après une crise politique de 88 jours, ce qui en fait la plus longue de la République italienne,.
Il compte 18 ministres, dont cinq femmes et six personnalités indépendantes. Deux nouveaux postes sans portefeuille sont créés, pour la Famille et pour les Affaires européennes, tandis que celui pour le Sport est supprimé. Pour le ministre chargé du développement des régions méridionales du pays, le terme de « Sud » est préféré à « Mezzogiorno ». Il s'agit de la première équipe depuis 2006 à compter deux vice-présidents du Conseil. L'un d'eux — Luigi Di Maio — assume d'ailleurs la direction de deux ministères, celui du Développement économique et celui du Travail. Riccardo Fraccaro devient le tout premier ministre de la démocratie directe.
D’après le journaliste Matteo Pucciarelli, « le M5S prend la direction des ministères dotés d’un fort poids socio-économique, tandis que la Ligue obtient ceux qui revêtent une dimension symbolique et identitaire. [...] Mais la formation du gouvernement est, depuis le début, soumise à la surveillance de l’« État profond » italien : la présidence de la République (M. Sergio Mattarella), la Banque d’Italie, la Bourse et, surtout, la Banque centrale européenne. Celui-ci veille à ce que les ministères qui comptent vraiment en matière d’économie (les finances et les affaires européennes) échappent aux deux partis. » Aussi, le président Sergio Mattarella emploie son droit de véto pour empêcher la nomination de ministres jugés défavorables aux orientations de l’Union européenne (c'est notamment le cas de Paolo Savona, initialement nommé au ministère de l’Économie et finalement remplacé par Giovanni Tria).

### Votes de confiance
Le 5 juin 2018, après un discours de Giuseppe Conte devant le Sénat d'une durée de 1 h 15, le plus long de l'histoire parlementaire italienne, le gouvernement obtient la confiance par 171 votes pour, 117 contre et 25 abstentions. Le résultat final confirme les prévisions antérieures au vote : les 167 élus des deux partis de l'alliance (respectivement 109 M5S et 58 Ligue) ont voté pour, ainsi que deux ex-M5S (Maurizio Buccarella et Carlo Martelli) et deux élus de l'étranger, ceux du MAIE et de l'USEI (Ricardo Merlo et Adriano Cario). Le 6 juin, le gouvernement remporte le vote de confiance à la Chambre des députés avec 350 voix pour, 236 contre et 35 abstentions.

### Principales mesures
Le 22 octobre 2018, Giuseppe Conte annonce que l'Italie ne modifiera pas son projet de budget pour 2019 malgré le non-respect des critères européens en matière de réduction de la dette publique mis en avant par la Commission européenne (elle réclame au pays quatre milliards d’euros d’économies en plus de 7,5 milliards déjà consentis). En décembre 2018, l'ouverture d'une procédure de sanction à l'égard de l'Italie est alors justifiée par l'Union européenne pour ces manquements. Le déficit prévu pour l'année 2019 (2,4 %) s'inscrit cependant dans la continuité des années précédentes (2, 5 % en 2016 et 2,3 % en 2017).
Finalement, le gouvernement italien accepte de reporter de six mois la mise en place du revenu universel, proposé par le M5S, et l’abaissement de l’âge légal de départ à la retraite, défendu par la Ligue,. La loi de finances pour 2019 prévoit ainsi un déficit public de 2,0 % du PIB (contre 2,4 % initialement) et une croissance ramenée à 1 % (contre 1,5 % auparavant). Le 29 décembre, les députés italiens approuvent ce nouveau budget 2019, revu à la baisse. Le gouvernement promet des privatisations massives à la Commission européenne. Les actifs cessibles devraient être essentiellement immobiliers, les gouvernements précédents ayant déjà privatisé la plupart des entreprises publiques.
Une amnistie fiscale, mesure défendue par la Ligue, est adoptée afin d'éponger les contentieux dans la limite de 500 000 euros. Une baisse de la fiscalité pour le petit patronat et les travailleurs indépendants est également décidée. Elle devrait par la suite concerner l’ensemble de l’impôt sur les sociétés, selon un mécanisme de flat tax (système d’imposition à taux unique) tout en avantageant principalement les revenus les plus élevés.
Le 28 décembre 2018, Conte déclare que le gouvernement « fera son possible pour communiquer sa décision avant les élections européennes de 2019 » au sujet de la poursuite des travaux sur la liaison ferroviaire entre Lyon et Turin, contestée par le M5S mais défendue par la Ligue.

### Démission et succession
Le 3 juin 2019, alors que des dissensions commencent à apparaître entre les deux partenaires, Conte menace de démissionner si ces derniers persistent. Après que le M5S et la Ligue ont voté différemment au Sénat concernant le soutien au projet de ligne ferroviaire Lyon-Turin, Matteo Salvini annonce publiquement le 8 août 2019 la fin de la coalition et demande la tenue d'élections législatives anticipées. Giuseppe Conte dénonce ce propos et appelle son vice-président à rendre des comptes devant le Parlement, ce à quoi la Ligue réplique en déposant une motion de censure. Cette dernière est retirée onze jours plus tard sur la demande de Salvini après l'annonce de la démission du gouvernement lors de la séance au Sénat.
Le 29 août 2019, neuf jours après la démission de Giuseppe Conte, le président de la République Sergio Mattarella confie à Conte le mandat de constituer un nouvel exécutif. Il prend cette décision à la suite de l'accord de principe entre le M5S et le PD pour former une nouvelle majorité,,. Il présente son équipe le 4 septembre,.

## Composition

### Ministres
| Fonction | Titulaire | Titulaire                                                  | Parti |
| --- | --------- | ---------------------------------------------------------- | ----- |
| Président du Conseil des ministres |           | Giuseppe Conte                                             | Sans  |
| Vice-président du Conseil des ministres Ministre du Développement économique, du Travail et des Politiques sociales                                       |           | Luigi Di Maio                                              | M5S   |
| Vice-président du Conseil des ministres Ministre de l'Intérieur                                                                                           |           | Matteo Salvini                                             | Lega  |
| Secrétaire d'État à la présidence du Conseil des ministres Secrétaire du Conseil des ministres                                                            |           | Giancarlo Giorgetti                                        | Lega  |
| Ministres sans portefeuille |           |                                                            |       |
| Ministre pour les Relations avec le Parlement et la Démocratie directe                                                                                    |           | Riccardo Fraccaro                                          | M5S   |
| Ministre pour l'Administration publique |           | Giulia Bongiorno                                           | Lega  |
| Ministre pour les Affaires régionales et les Autonomies                                                                                                   |           | Erika Stefani                                              | Lega  |
| Ministre pour le Sud |           | Barbara Lezzi                                              | M5S   |
| Ministre pour la Famille et le Handicap |           | Lorenzo Fontana (jusqu'au 10/07/2019) Alessandra Locatelli | Lega  |
| Ministre pour les Affaires européennes |           | Paolo Savona (jusqu'au 08/03/2019)                         | Sans  |
| Ministre pour les Affaires européennes |           | Lorenzo Fontana (à partir du 10/07/2019)                   | Lega  |
| Ministres |           |                                                            |       |
| Ministre des Affaires étrangères et de la Coopération internationale                                                                                      |           | Enzo Moavero Milanesi                                      | Sans  |
| Ministre de la Justice |           | Alfonso Bonafede                                           | M5S   |
| Ministre de la Défense |           | Elisabetta Trenta                                          | M5S   |
| Ministre de l'Économie et des Finances |           | Giovanni Tria                                              | Sans  |
| Ministre des Politiques agricoles, alimentaires et forestières Ministre des Politiques agricoles, alimentaires et forestières et du Tourisme (13/07/2018) |           | Gian Marco Centinaio                                       | Lega  |
| Ministre de l'Environnement, de la Protection du territoire et de la Mer                                                                                  |           | Sergio Costa                                               | Sans  |
| Ministre des Infrastructures et des Transports |           | Danilo Toninelli                                           | M5S   |
| Ministre des Biens et des Activités culturels et du Tourisme Ministre pour les Biens et les Activités culturels (13/07/2018)                              |           | Alberto Bonisoli                                           | M5S   |
| Ministre de l'Éducation, de l'Enseignement supérieur et de la Recherche                                                                                   |           | Marco Bussetti                                             | Sans  |
| Ministre de la Santé |           | Giulia Grillo                                              | M5S   |

### Vice-ministres et secrétaires d'État
Le 12 juin sont nommés les 6 vice-ministres et 39 secrétaires d'Etat qui prêtent serment le lendemain :
(« on. » vaut pour député et « sen. » pour sénateur)
À la présidence du Conseil des ministres :
- Pr Luciano Barra Caracciolo (aux Politiques européennes)
- On. Stefano Buffagni (Affaires régionales)
- On. Giuseppina Castiello (Cohésion)
- Sen. Vito Claudio Crimi (Editions)
- On. Mattia Fantinati (Administration publique)
- On. Guido Guidesi (Relations avec le Parlement)
- Sen. Vincenzo Santangelo (Relations avec le Parlement)
- On. Vincenzo Spadafora (Égalité des chances et jeunesse)
- On. Simone Valente (Relations avec le Parlement)
- Vincenzo Zoccano (Famille)

 Pour les Affaires étrangères et la Coopération internationale :
- Pr Emanuela Del Re
- On. Manlio Di Stefano
- Sen. Ricardo Antonio Merlo
- On. Guglielmo Picchi

 Pour l'Intérieur :
- Sen. Stefano Candiani
- Luigi Gaetti
- On. Nicola Molteni
- On. Carlo Sibilia

 Pour la Justice
- On. Vittorio Ferraresi
- On. Jacopo Morrine

 Pour la Défense
- On. Angelo Tofalo
- On. Raffaele Volpi

 Pour l'Économie et les Finances
- On. Massimo Bitonci
- On. Laura Castelli
- On. Massimo Garavaglia
- On. Alessio Villarosa

 Pour le Développement économique 
- Sen. Andrea Cioffi
- On. Davide Crippa
- On. Dario Galli
- Prof. Michele Geraci

 Pour les politiques agricoles, alimentaires et forestières :
- On. Franco Manzato
- Antonella Pesce

 Pour l'Environnement, la Protection du territoire et la Mer :
- On. Vannia Gava
- On. Salvatore Micillo

 Pour les Infrastructures et les Transports :
- Michele Dell'Orco
- On. Edoardo Rixi
- Sen. Armando Siri

 Pour le Travail et les Politiques sociales :
- On. Claudio Cominardi
- On. Claudio Durigon

 Pour l'Éducation, l'Université et la Recherche :
- Prof. On. Lorenzo Fioramonti
- Prof. Salvatore Giuliano

 Pour les Biens et Activités culturels et le Tourisme :
- Sen. Lucia Borgonzoni
- On. Gianluca Vacca

 Pour la Santé :
- Prof. Armando Bartolazzi
- On. Maurizio Fugatti